# Освалд Кюлпе
Освалд Кюлпе (на немски: Oswald Külpe) е един от структуралистките психолози в края на 19-и и началото на 20 век. Основател е на Вюрцбургската школа, която е приемана за школа по психология за психолози, тъй като Кюлпе и неговите съратници обучават професионални психолози за работа с метода на самонаблюдението.
Първоначално последовател на Вилхем Вунд, на по-късен етап Кюлпе се противопоставя на неговите ограничения и работи върху проблеми, които вундовата психология пренебрегва.

## Биография
Роден е на 3 август 1862 година в Кандава, област Курландия, Латвия. През 1879 завършва гимназия в Либау, където учи в следващите две години. През 1881 Кюлпе започва обучението си в Лайпцигския университет. Идеята му е да се занимава с история, но под влиянието на Вунд се насочва към философията и експерименталната психология, която по това време тъкмо прохожда. След като се дипломира, става негов асистент, провеждайки изследвания в лабораторията му.
През 1893 г. Кюлпе пише въвеждащ учебник „Очертание на психологията“, в който дефинира психологията като наука за фактите на опита, така както зависят от преживяванията на човека. По-късно става до известна степен нетърпелив към структурите, които Вунд поставя относно какво може и какво не може да бъде изучавано, след което напуска Лайпциг (1894) и приема професорско място във Вюрцбургския университет, където започва да практикува това, което той нарича систематична експериментална интроспекция. Неговите субекти биха довършили сложни задачи и след това трябва да доставят ретроспективен поглед на когнитивните си процеси по време на задачата. Две години по-късно (1896) основава психологическа лаборатория, която скоро започва да съперничи на Вундовата по значение.
През 1901 публикува „Въведение във философията“, а по-късно „Съвременна немска философия“, „Нови идеи във философията“, „Въпроси на философията и психологията“, където обосновава възможностите на интроспекцията в психологията, като цяло, и в експерименталната психология, в частност.
Кюлпе напуска Вюрцбург през 1909 г. След три години в Университета в Бон, се премества в Мюнхенския университет през 1912. Сред неговите ученици са Ернст Блох, Хенри Уот и Макс Вертхаймер. До края на живота си остава отдаден на студентите си. Не създава семейство и често се шегува, че науката е неговата жена.
Умира на 30 декември 1915 година в Мюнхен на 53-годишна възраст.